# Benk
Benk is een plaats (község) en gemeente in het Hongaarse comitaat Szabolcs-Szatmár-Bereg. Benk telt 491 inwoners (2001).